# ایلسه فورستنبرگ
ایلسه فورستنبرگ (آلمانی: Ilse Fürstenberg؛ ‏ ۱۲ دسامبر ۱۹۰۷ – ۱۶ دسامبر ۱۹۷۶) صدا پیشه، بازیگر تئاتر و بازیگر سینما اهل آلمان بود.
از فیلم‌هایی که وی در آن نقش داشته‌است، می‌توان به ام، فرشته آبی، کاناریس و بادبزن خانم ویندیرمیر اشاره کرد.